# Stork!
Stork! is een Twentse muziektheaterproductie over dromen en daden die opgevoerd wordt vanwege het 150-jarig bestaan van de gelijknamige machinefabriek in Hengelo. De musical is de tweede in een reeks van vier producties over de geschiedenis van Twente. Het eerste deel van het vierluik was Het verzet kraakt. In 2019 is de productie De Kelk gepland, over  Alfons Ariëns en de opkomst van de katholieke arbeidersbeweging.

## Verhaallijn
Op 4 september 2018 was het 150 jaar geleden dat C.T. Stork zijn machinefabriek in het toen nog vrij kleine dorp Hengelo opende. Deze fabriek met een sociaal karakter heeft een belangrijke bijdrage geleverd aan de welvaart en ontwikkeling van Hengelo tot Metaalstad.
De musical Stork! gaat over de opkomst van het door C.T. Stork in 1868 gestarte bedrijf en de neergang aan het eind van de twintigste eeuw toen er geen nazaat van Stork meer in de directie zat. Een van de hoofdpersonen in de musical is Frederik, een fictieve achterkleinzoon van C.T. Stork. Er wordt een romantisch verhaal opgevoerd over hoe anders het met Stork had kunnen verlopen als deze Frederik Stork het bedrijf had voortgezet. De verteller is Gerard, een vlak voor zijn pensioen ontslagen arbeider. 
De muziektheaterproductie speelt zich af in de open lucht op het voormalige fabrieksterrein. De cast van de musical bestaat uit vier professionele acteurs en eenendertig amateurspelers. Daarnaast hebben ongeveer vijfhonderd vrijwilligers aan de productie meegewerkt. De muzikale omlijsting is verzorgd door een negental harmonieorkesten uit de regio. Twee boeken van Jaap Scholten, Horizon City en Suikerbastaard, vormden een inspiratiebron voor de productie.

## Rolverdeling
De hoofdrolverdeling bestaat uit de volgende spelers:
- Han Oldigs - C.T. Stork, oprichter van het bedrijf
- Laus Steenbeeke - Gerard, de arbeider / verteller
- Niels Gooijer - Frederik Stork, een fictieve nazaat
- Roosmarijn Luyten - Eline, een katholieke arbeidersdochter uit Enschede